# Epigridae
Epigridae is een familie van weekdieren uit de klasse van de Gastropoda (slakken).

## Geslacht
- Epigrus Hedley, 1903